# C1-Esterase-Inhibitor
Der C1-Esterase-Inhibitor (C1-INH, C1-Inhibitor) ist ein zu den Serpinen gehörender Serin-Protease-Inhibitor, der die Aktivierung des Komplementfaktors C1 kontrolliert und so das Komplementsystem reguliert. Der Normwert im Blut beträgt etwa 0,25–0,45 g/l.

## Beschreibung
C1-INH ist das größte Mitglied der Serpin-Klasse von Proteinen. Es ist wahrscheinlich das am höchsten glykosylierte Protein. Bemerkenswerterweise hat es O-glykosylierte Rückstände, die für nicht-membrangebundene Proteine ungewöhnlich sind (die Immunglobuline IgA1 und IgD sind weitere Beispiele).

## Genetik
Das menschliche C1-Esterase-Inhibitor-Gen ist auf dem elften Chromosom (11q11-q13.1) gelegen.

## Erkrankungen
Ein Mangel an C1-Esterase-Inhibitor wird als hereditäres Angioödem (veraltet: hereditäres angioneurotisches Ödem) bezeichnet. Meistens präsentiert es sich mit wiederkehrenden Schwellungen (Ödemen) der Haut, Schleimhäute und der inneren Organe, die unter Umständen lebensbedrohlich sein können. Man schätzt, dass etwa einer unter 10.000 bis 50.000 Menschen betroffen ist, jedoch liegt die Dunkelziffer wahrscheinlich deutlich höher. In 85 % der Fälle ist das Niveau von C1-INH erniedrigt, während in 15 % das Protein in normalen Mengen zirkuliert, aber nicht funktionsfähig ist.

## Therapeutische Verwendung

### Hereditäres Angioödem
Bei Patienten mit hereditärem Angioödem und häufigen Anfällen wird humanes C1-INH zur Behandlung und zur Prophylaxe gegeben. Es kann auch die Dauer oder die Schwere der Anfälle vermindern.

### Potentielle Anwendungsgebiete
Die Aktivierung des Komplementsystems kann Schäden an Zellen verursachen. Eine Hemmung des Komplementsystems könnte daher von therapeutischem Nutzen sein, beispielsweise nach einem Herzinfarkt, um die schädlichen Folgen einer durch den Sauerstoffmangel bedingten Nekrose der Herzmuskelzellen zu verhindern: Untergehende Herzmuskelzellen schütten ihren Inhalt in der extrazellulären Umgebung aus und aktivieren so das Komplementsystem, wodurch Phagozyten angezogen werden, welche Peroxidase und andere toxische Aktivatoren produzieren. Diese wirken schädlich auf die überlebenden Herzmuskelzellen. Die Hemmung des Komplementsystems könnte dem entgegenwirken.
Des Weiteren könnten C1-Esterase-Inhibitoren eine Option zur Behandlung des Vascular-Leak-Syndroms, einer Nebenwirkung der Interleukin-2-Therapie, werden.
Auch wird untersucht, ob durch eine Behandlung mit rekombinantem C1-Esterase-Inhibitor die Abstoßungsreaktion nach Nierentransplantation unterdrückt werden kann.

### Fertigarzneimittel
Humaner C1-Esterase-Inhibitor für die therapeutische Verwendung wird aus menschlichem Blutplasma gewonnen oder durch rekombinante DNA-Technologie in der Milch transgener Kaninchen produziert (rhC1-INH, Conestat alfa).
Handelsnamen:
- C1-INH (vom Menschen): Berinert (D), Cinryze (EU)
- rhC1-INH: Ruconest (EU)